# Criciúma (gemeente)
Criciúma is een gemeente in de Braziliaanse deelstaat Santa Catarina. De gemeente telt 211.369 inwoners (schatting 2017).
De plaats is de zetel van het rooms-katholieke bisdom Criciúma.

## Aangrenzende gemeenten
De gemeente grenst aan Araranguá, Cocal do Sul, Forquilhinha, Içara, Maracajá, Morro da Fumaça, Nova Veneza en Siderópolis.

## Sport
Criciúma EC is de betaaldvoetbalclub van Criciúma en speelt haar thuiswedstrijden in het Estádio Heriberto Hülse. Criciúma EC won in 1991 de Copa do Brasil.

## Geboren in Criciúma
- Valdomiro Vaz Franco (1946), voetballer
- André Ossemer (1982), voetballer